# 춘희 (1982년 영화)
"춘희"는 한국에서 제작된 김재형 감독의 1982년 영화이다. 정윤희 등이 주연으로 출연하였고 정진우 등이 제작에 참여하였다.
한편, TV 드라마 PD 김재형 감독이 해당 작품으로 영화 연출 데뷔를 했으며 원작 소설을 우리 실정에 맞게 다듬었는데 베드신을 많이 넣자고 주장하는  제작자와 갈등을 겪어 흥행에 실패했다.

## 출연

### 주연
- 정윤희
- 최윤석
- 김지수
- 최불암

## 기타
- 조명: 이민부
- 녹음: 김병수
- 미술: 도용우